# シドニー・フォン・クロージック
シドニー・フォン・クロージック（Sidonie von Krosigk、1989年10月21日 - ）は、ドイツの女優。

## 出演作品
- グリム童話・カエルの王子
- 小さな魔法使いと秘密の城 リトル・ウィッチ2（ビビ）
- リトル・ウィッチ　ビビと魔法のクリスタル（ビビ）